# Loup ibérique
Canis lupus signatus
Pour les articles homonymes, voir Loup (homonymie).
 (mars 2013).
Si vous disposez d'ouvrages ou d'articles de référence ou si vous connaissez des sites web de qualité traitant du thème abordé ici, merci de compléter l'article en donnant les références utiles à sa vérifiabilité et en les liant à la section « Notes et références ».
Sous-espèce
Statut de conservation UICN

 NT  : Quasi menacé
Répartition géographique
Le Loup ibérique (Canis lupus signatus), anciennement appelé Loup d'Espagne, est une sous-espèce du loup gris endémique de la péninsule ibérique, autrefois très abondante. Sa population actuelle au niveau de la péninsule avoisine les 2 500 individus, dont environ 300 pour le nord du Portugal.

## Morphologie

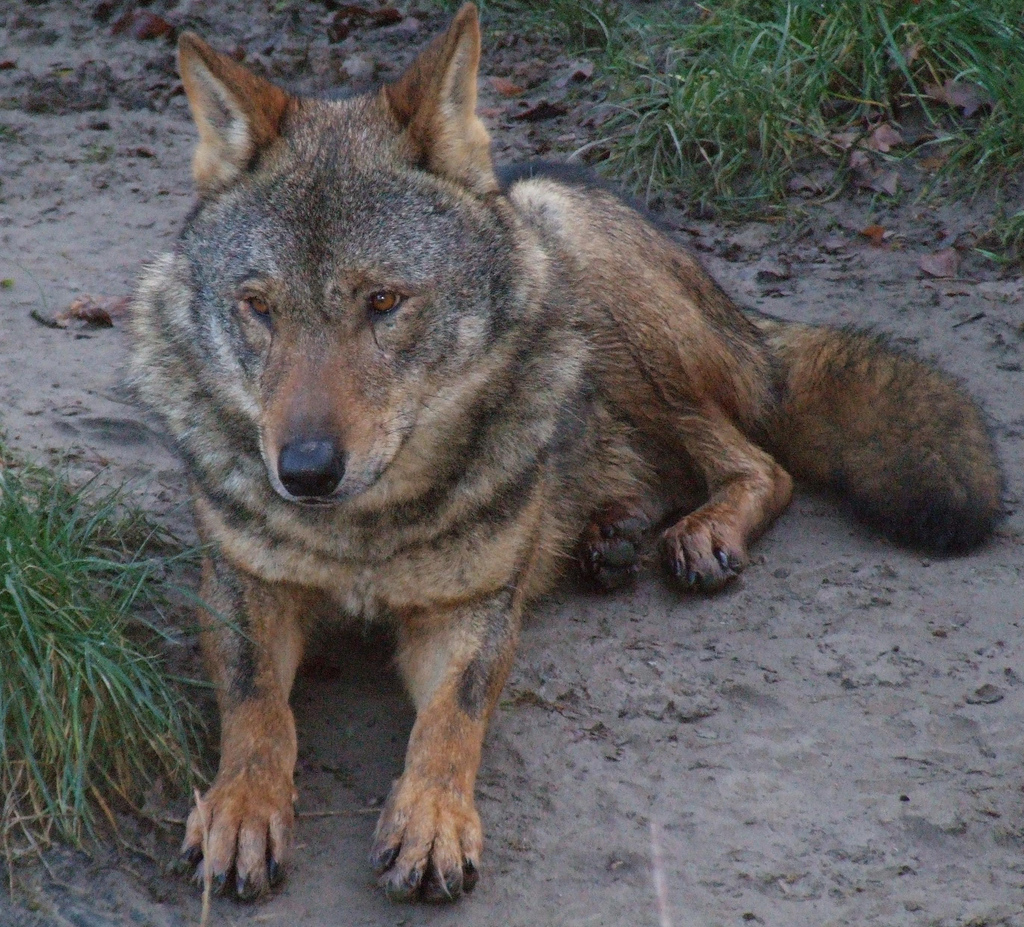
Loup ibérique

Les loups ibériques mâles mesurent entre 130 à 180 centimètres de longueur, tandis que les femelles mesurent de 130 à 160 centimètres. Les mâles adultes pèsent habituellement de 30 à 40 kg et les femelles de 20 à 35 kg. La tête est grande et solide, avec de petites oreilles triangulaires et des yeux obliques de couleur jaunâtre. Le museau présente une région blanche autour de la bouche. Le manteau est de coloration hétérogène qui varie du marron jaunâtre au grisâtre mélangé au noir, en particulier sur l’arrière. Dans la partie antérieure des pattes de devant, ils possèdent une bande longitudinale noire.

## Reproduction
La saison des amours commence à la fin de l'hiver jusqu'au début du printemps (février à mars). Après une période de gestation de 2 mois, naît une portée de 3 à 8 petits. Comme ils sont sans défense, la mère reste dans un lieu sûr où  ils sont nourris avec de la nourriture apportée par le reste de la meute de loups.
Dès octobre, ils commencent à accompagner  la meute dans ses déplacements. Les loups atteignent la maturité sexuelle à l’âge de 2 ans. À 10 ans ils sont considérés comme âgés, mais ils peuvent atteindre les 17 ans en captivité.

## Alimentation
Leur alimentation est très variée, selon l'existence ou non de proies sauvages et de plusieurs types de pâturages dans chaque région. La vie collective leur permet de chasser des animaux plus grands qu'eux. Leurs proies sont habituellement le sanglier, le chevreuil, le cerf, le lapin ainsi que divers petits rongeurs, ils peuvent aussi pécher en cas de nécessité. et les animaux domestiques comme les moutons, les chèvres, les poulets peuvent être au menu. Animal pragmatique, il mange aussi des cadavres.

## Conservation et menaces
- La chasse : Bien qu'étant une espèce protégée dans l'Europe entière, le loup est craint par les gens dans la Péninsule ibérique depuis longtemps. La  prétendue férocité du loup et la prédation d'animaux d’élevage a abouti à la chasse systématique et illégale de ces canidés aujourd'hui en voie d’extinction.
- La destruction de son habitat : actuellement la chasse est interdite mais le loup est encore menacé par la destruction de la végétation native et la construction de grandes infrastructures, comme les autoroutes qui fragmentent les habitats. La baisse du nombre de proies naturelles du loup, comme le sanglier, le chevreuil et le cerf obligeant les loups à attaquer des animaux domestiques et entrer en conflit avec les populations rurales (il peut s'adapter à des territoires variés et s'est ainsi installé dans les plaines de monoculture de maïs).

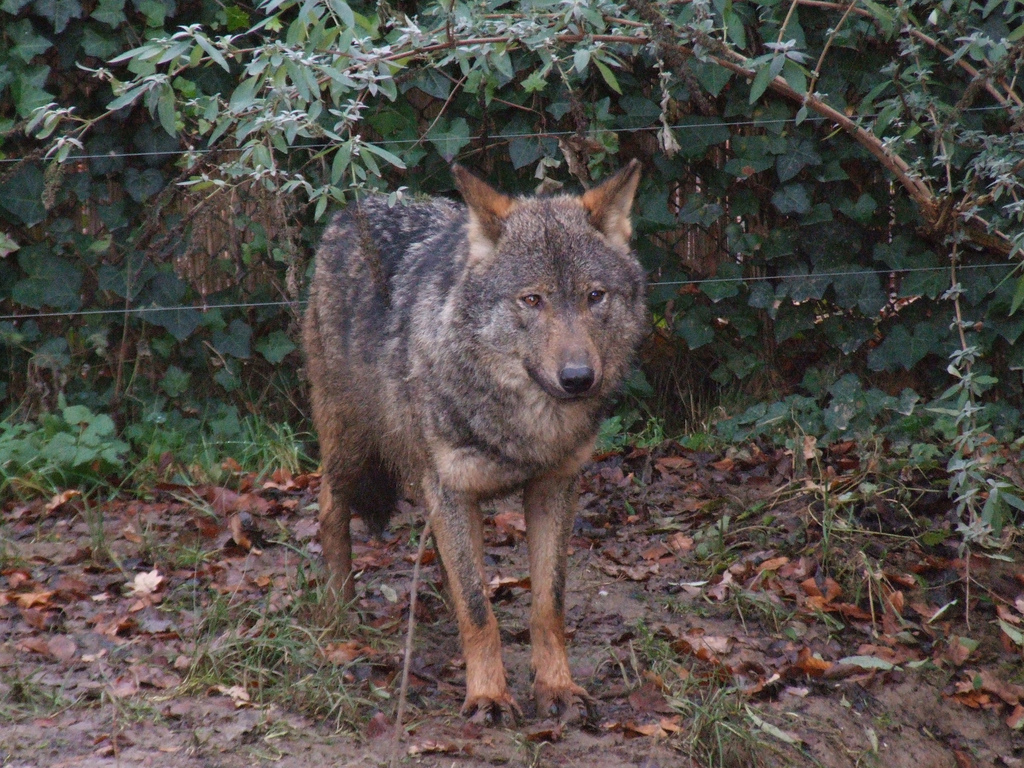
Canis Lupus Signatus / Loup ibérique

### En captivité
Le loup ibérique fait l'objet d'un programme européen pour les espèces menacées (EEP) de l'Association européenne des zoos et aquariums. Ce programme est coordonné par le zoo de Barcelone.
- Le parc zoologique de Paris détient 4 spécimens[2] de Canis lupus signatus présentés au public. Ils sont maintenus dans un "double enclos" permettant ainsi une séparation en cas de conflit grave ou de l'accueil de nouveaux individus. Ils sont aisément observables[3].
- Le parc zoologique de Lisieux (Cerza) détient aussi quelques loups ibériques.

Le Centre de sauvegarde du loup ibérique, près de Mafra, au Portugal, détient une dizaine d'individus adultes, et quelques jeunes.

## Bénéfices pour l’environnement
Le loup ibérique est une sous-espèce quasi-menacée selon l’UICN (Union Internationale pour la Conservation de la Nature). La pullulation actuelle des ongulés sauvages en Europe occidentale est liée à l'absence de grand prédateur, comme le loup, et cause de nombreux dégâts aux cultures et aux boisements forestiers.

## Galerie

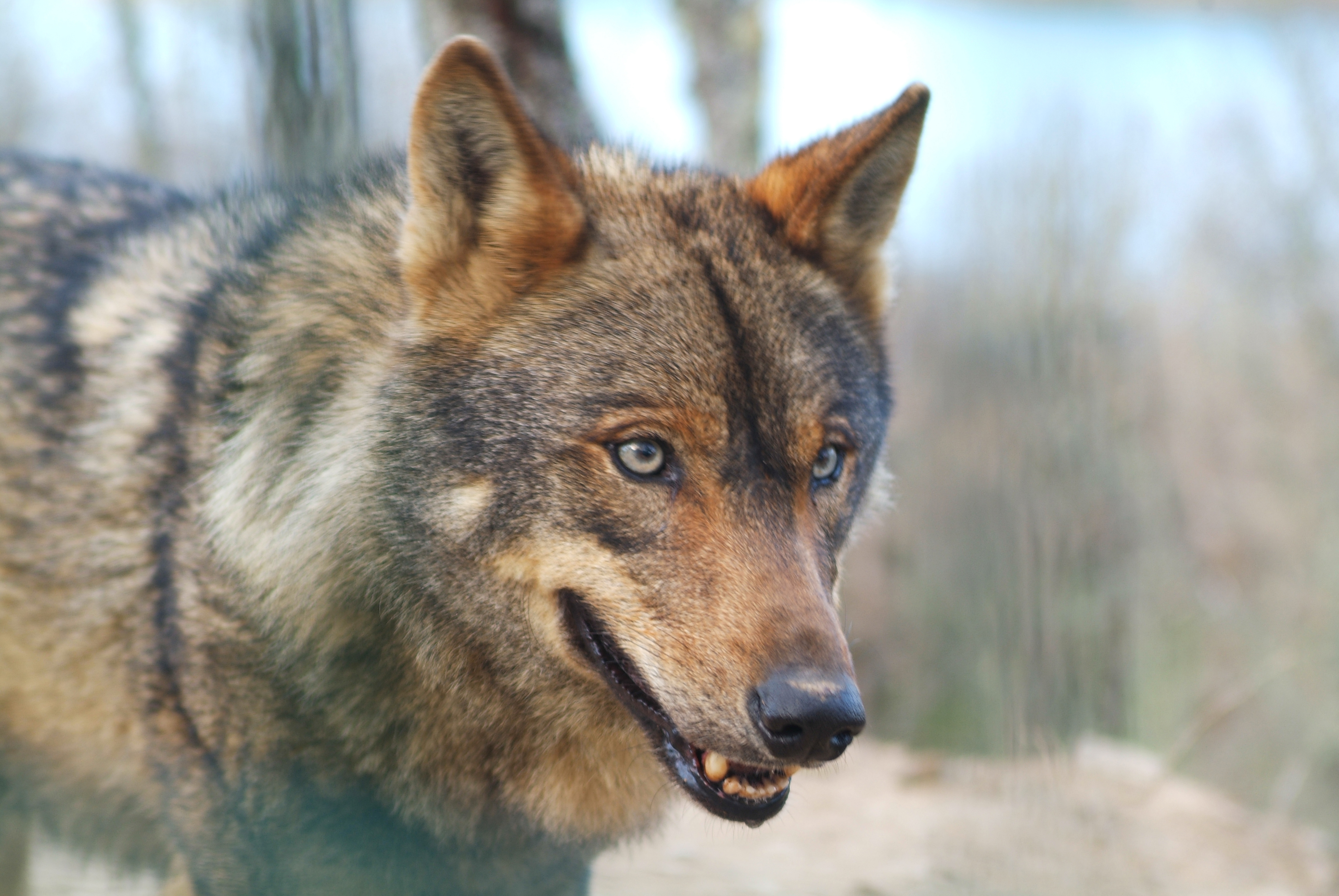
Loup ibérique en captivité
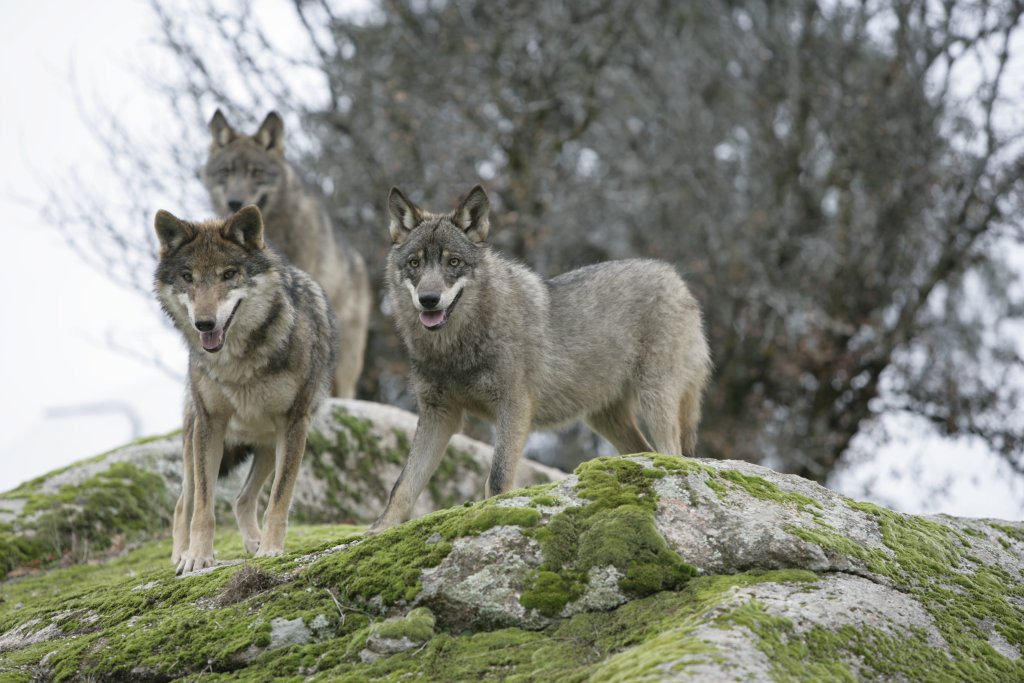
Groupe de trois loups ibériques
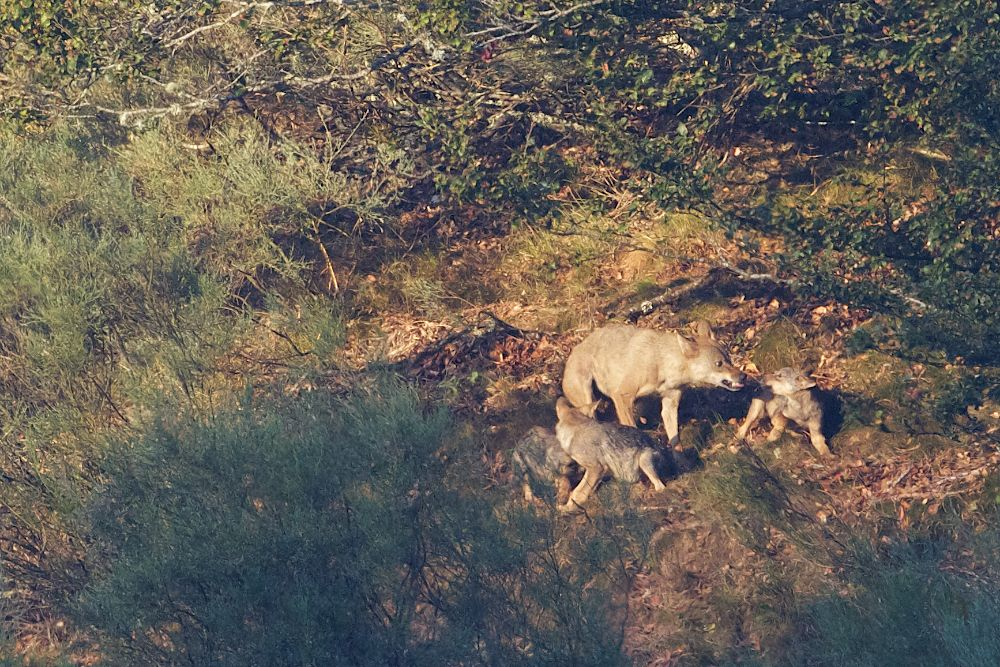
Femelle avec ses jeunes
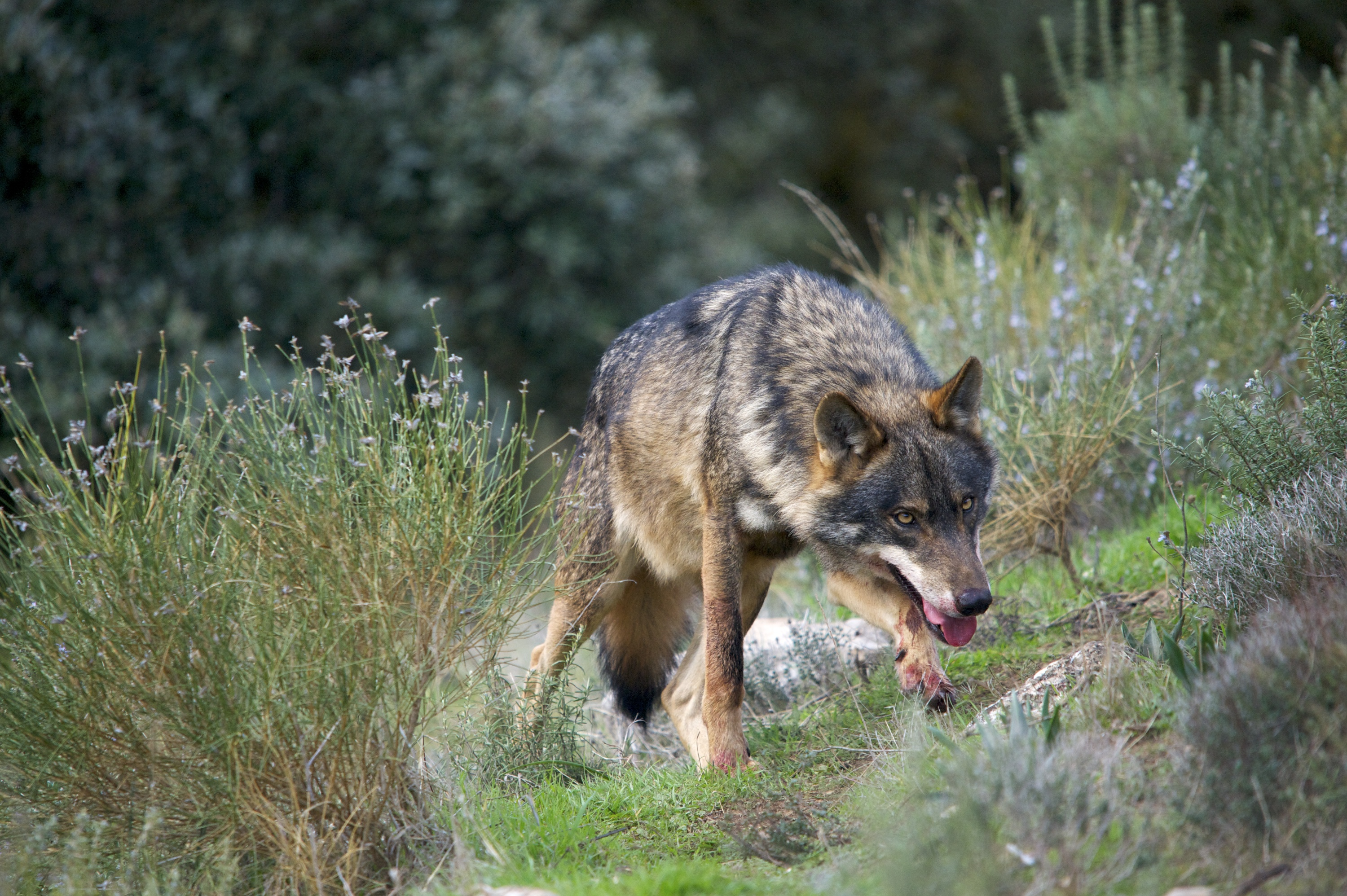
Loup dans une posture de menace
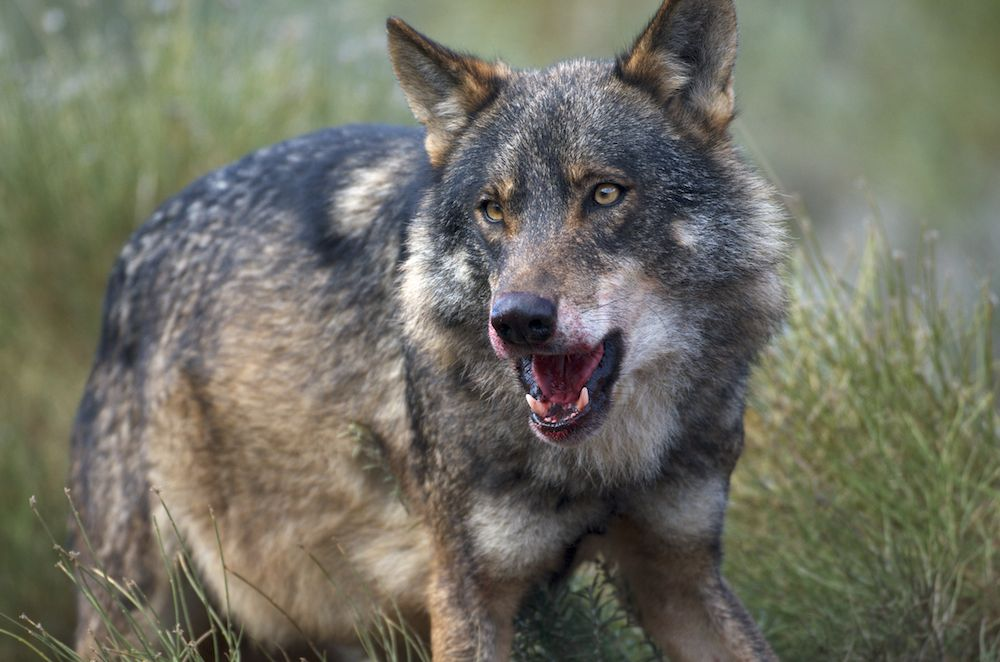
Mâle alpha
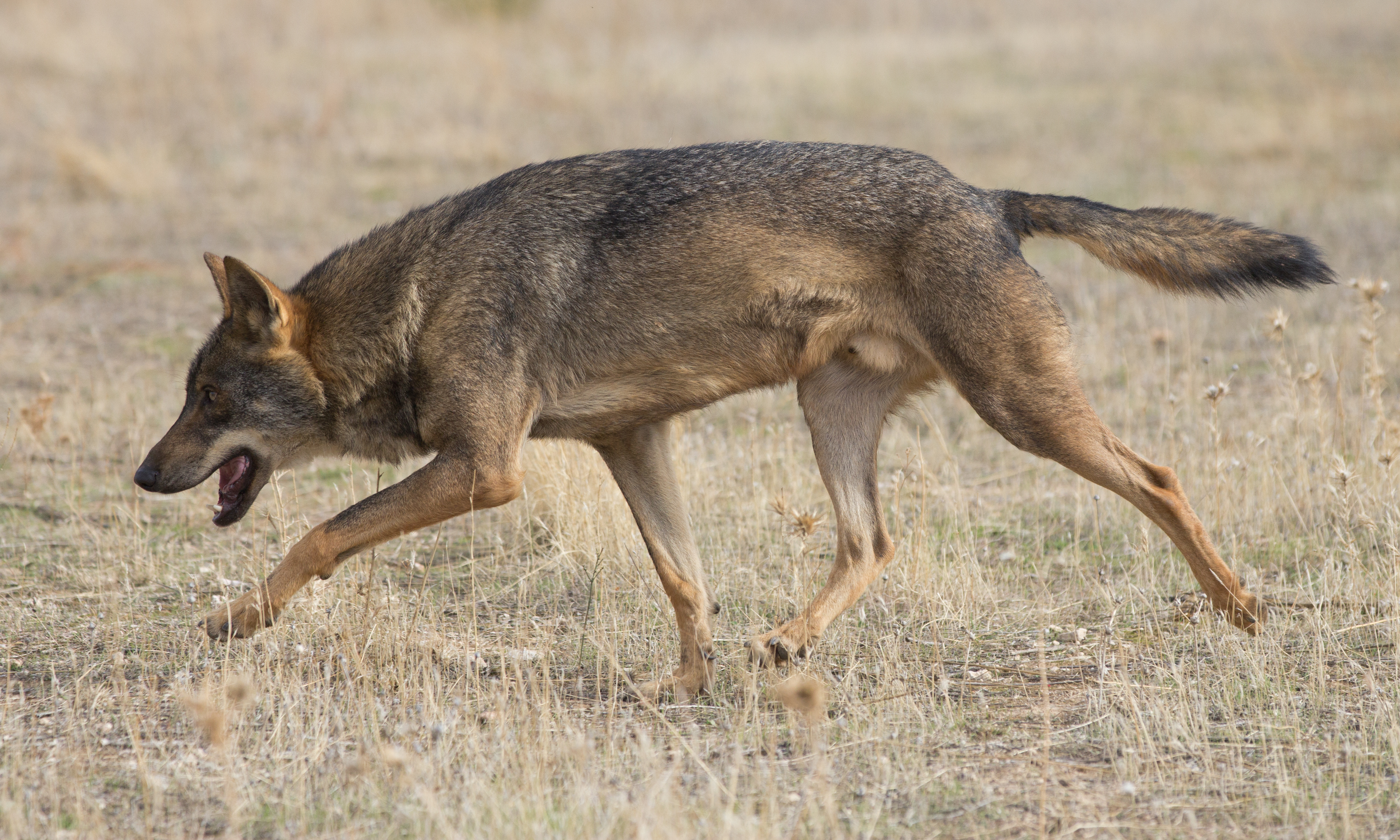
Loup en déplacement
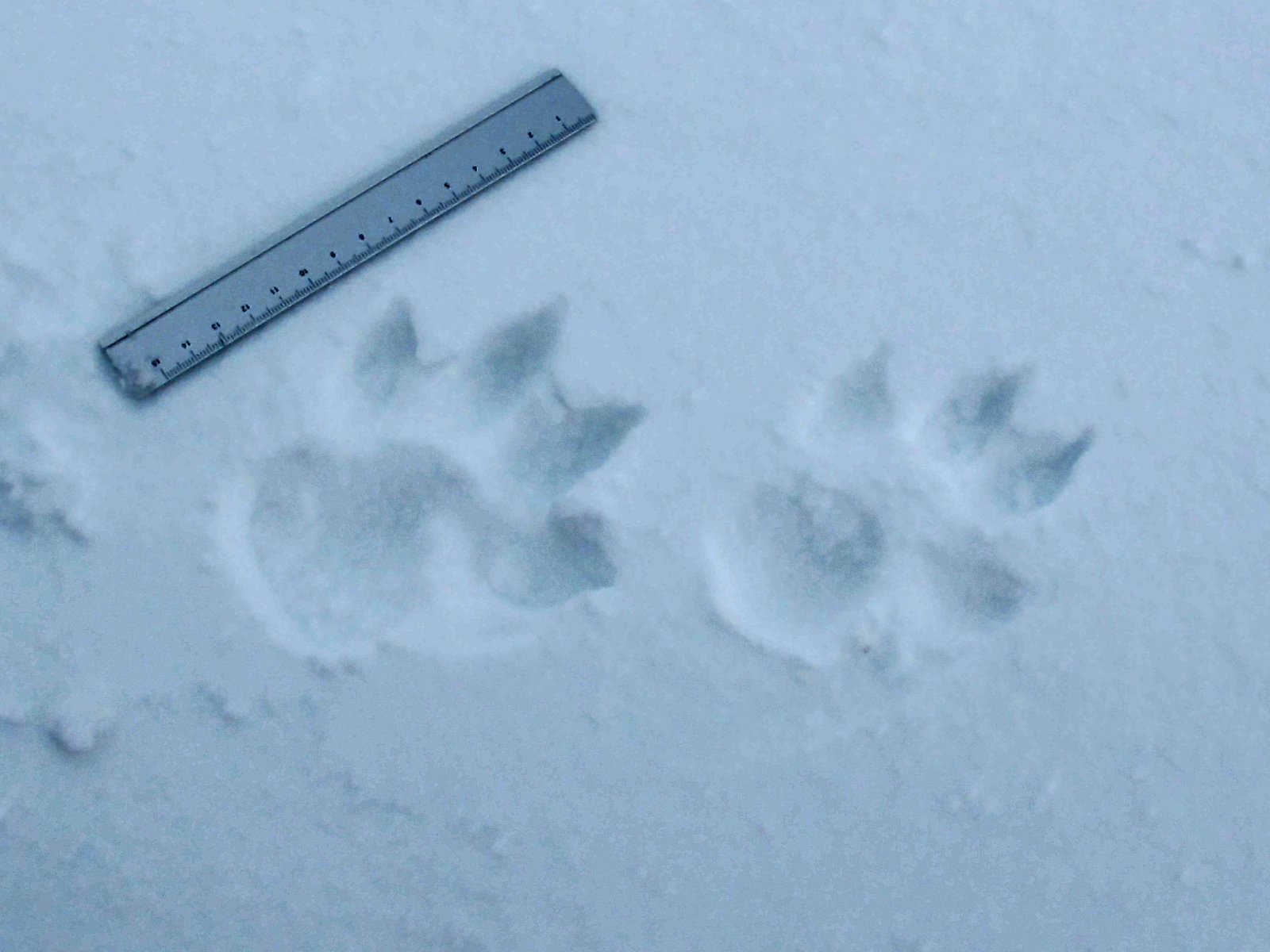
Empreintes de pas dans la neige
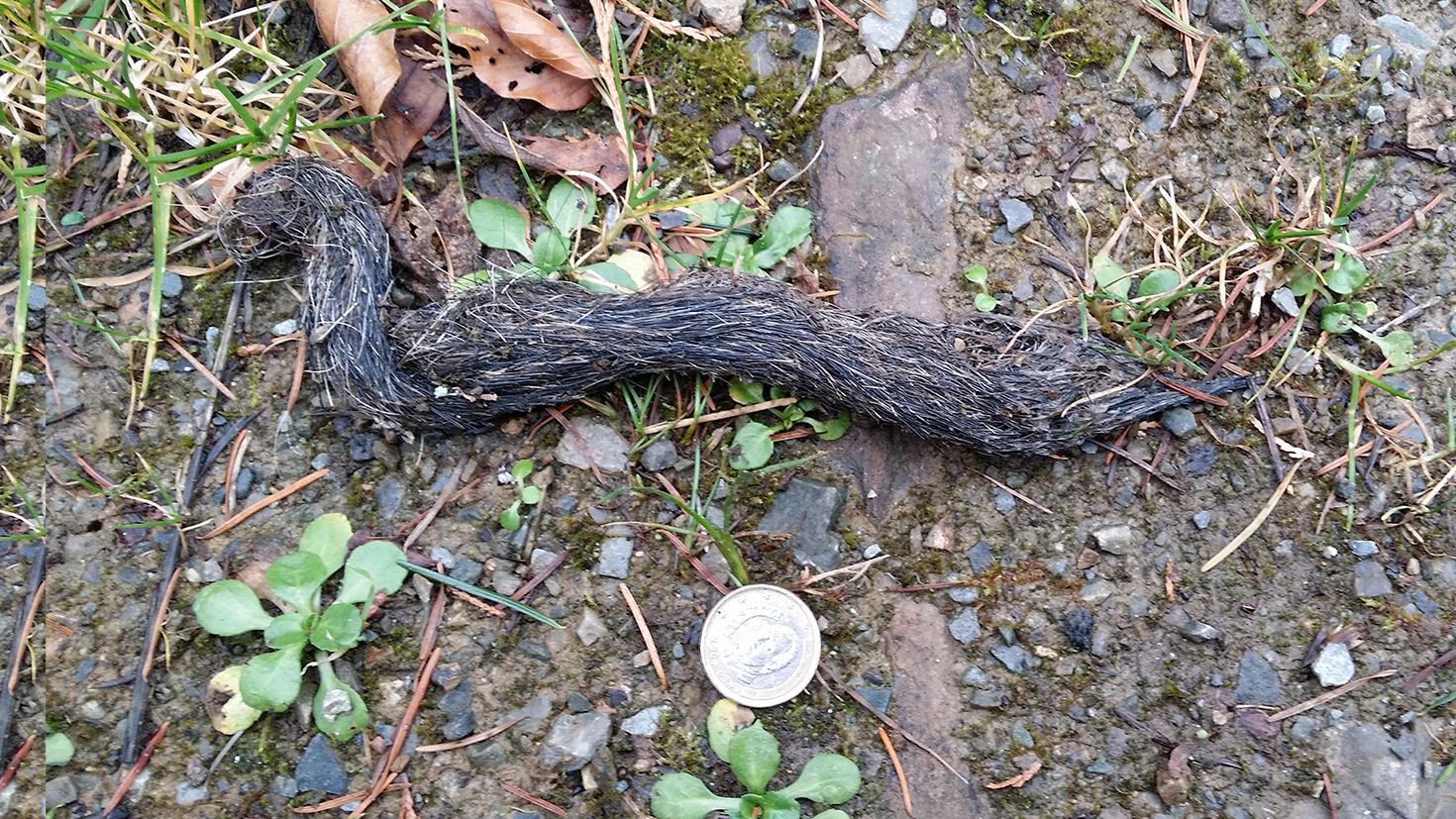
Excrément
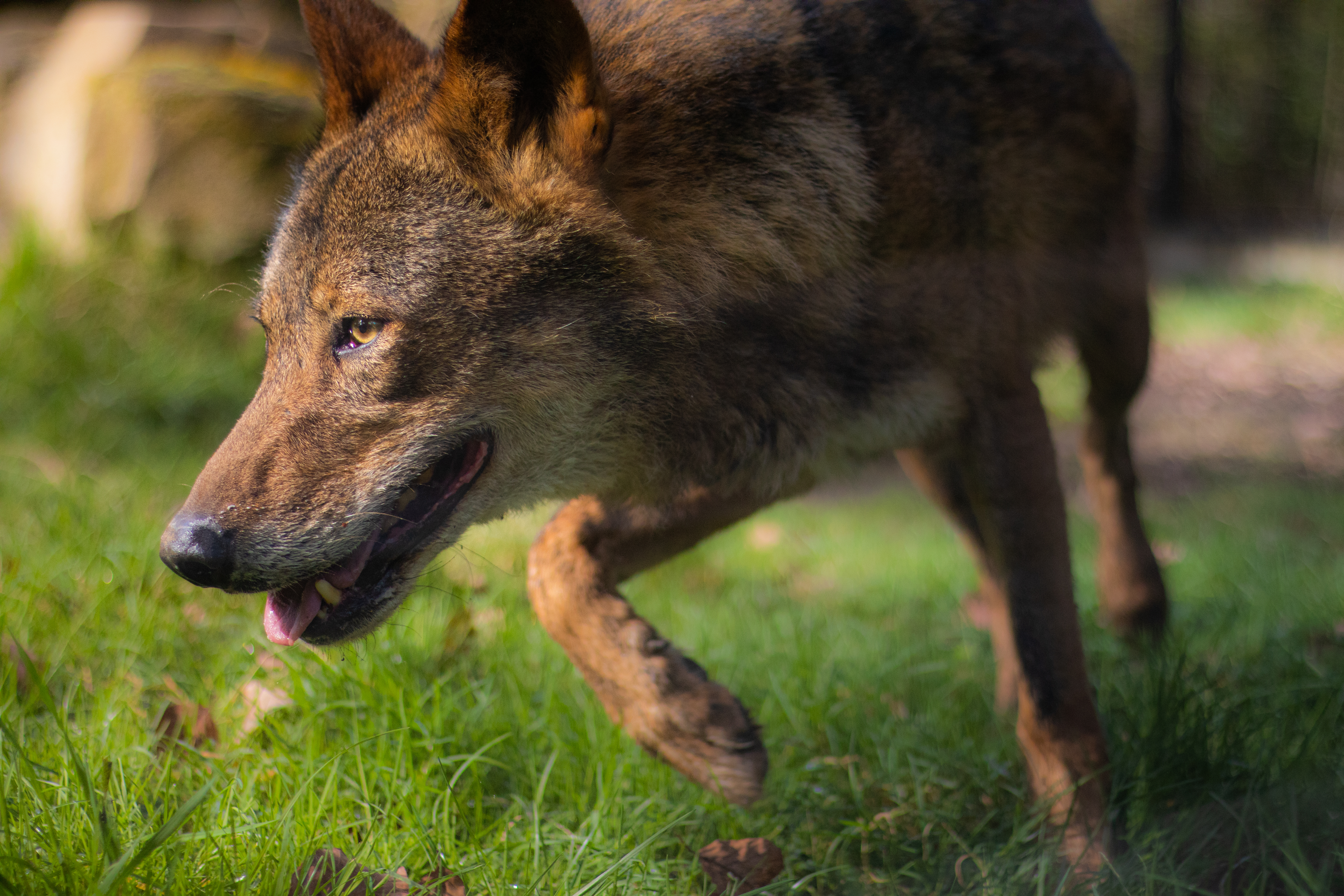
Loup ibérique du parc zoologique de Paris.